# Aspidoscelis inornatus
Aspidoscelis inornatus (малий смугастий батогохвіст) — вид ящірок родини теїдових (Teiidae). Мешкає в США і Мексиці.

## Опис
Довжина Aspidoscelis inornatus становить 16—17 см, довжина хвоста втричі довша за довжину решти тіла. Верхня частина тіла чорна, поцяткована жовтими і білими смугами, нижня частина тіла світло-блакитна. Синій відтінок в забарвленні більш виражений у самців, ніж у самиць.

## Підвиди
Виділяють десять підвидів:
- Aspidoscelis inornatus arizonae (Van Denburgh, 1896);
- Aspidoscelis inornatus chihuahuae (Wright & Lowe, 1993);
- Aspidoscelis inornatus cienegae (Wright & Lowe, 1993);
- Aspidoscelis inornatus gypsi (Wright & Lowe, 1993);
- Aspidoscelis inornatus heptagrammus (Axtell, 1961);
- Aspidoscelis inornatus juniperus (Wright & Lowe, 1993);
- Aspidoscelis inornatus llanuras (Wright & Lowe, 1993);
- Aspidoscelis inornatus inornatus (Baird, 1859);
- Aspidoscelis inornatus octolineatus (Baird, 1858);
- Aspidoscelis inornatus paululus (Williams, 1968).

## Поширення і екологія
Малі смугасті батогохвости мешкають в штатах Аризона, Нью-Мексико і на заході штату Техас в США та в штатах Чиуауа, Коауїла, Дуранго, Сакатекас, Сан-Луїс-Потосі и Нуево-Леон в Мексиці.  Вони живуть на луках, зокрема на трав'янистих ділянок серел пустельних чагарників, чапаралю, сосново-ялівцевих і соснових лісів. Живдко бігають, ховаються у норах і під камінням. Можуть бігати на задніх лапах і раптово міняти напрямок бігу. Розмножуються навесні, а у травні-оипні самиці відкладають 2-4 яйця. Молоді ящірки народжуються через 6 тижнів.